# Despido de James Comey
El despido de James Comey, el director del FBI, se produjo por el presidente de los Estados Unidos Donald Trump el 9 de mayo de 2017. Comey había estado bajo presión pública y política como resultado tanto del papel del FBI en la controversia de los correos electrónicos de Hillary Clinton como de la investigación del FBI sobre las acusaciones de interferencia rusa en las elecciones presidenciales de Estados Unidos de 2016, incluyendo una posible colusión con la campaña presidencial de Donald Trump de 2016.
En la carta de terminación, Trump escribió que Comey le había dicho en tres ocasiones distintas que él no estaba bajo investigación. Según The Washington Post, fuentes conocedoras del asunto afirmaron que esta y otras afirmaciones que Trump hizo sobre los eventos que condujeron a la destitución fueron falsas, y Trump posteriormente implicó que podría tener sus conversaciones con Comey grabadas en cinta.
Inmediatamente después, la Casa Blanca dijo que Trump había estado considerando el despido desde las elecciones, había experimentado una «erosión de la confianza» porque Comey «no estaba haciendo un buen trabajo», señaló el reciente testimonio de Comey como problemático y también había basado el despido en parte por el asesoramiento del Departamento de Justicia de los Estados Unidos alegando que Comey había hecho un mal manejo de la investigación sobre el uso de Hillary Clinton de un servidor de correo electrónico privado. Estas justificaciones fueron criticadas por algunos demócratas y comentaristas políticos, citando los elogios de Trump a la decisión de Comey de volver a abrir la investigación por correo electrónico once días antes de las elecciones presidenciales de Estados Unidos de 2016 y las propias observaciones de Trump sobre Clinton durante la campaña. Más tarde, Trump trató de explicar su decisión de despedir a Comey, diciendo que Comey era un «exhibicionista», mientras que Trump también indicó que el despido estaba relacionado con la insatisfacción con la investigación de contraespionaje sobre las acusaciones de interferencia rusa en las elecciones de 2016. Trump declaró: «Cuando decidí [despedir a Comey], me dije a mí mismo: 'Sabes, esta cosa de Rusia con Trump y Rusia es una historia inventada, es una excusa de los demócratas por haber perdido una elección que deberían haber ganado'».
De acuerdo con los asociados de Comey entrevistados por The New York Times, Associated Press y CBS News, Trump le había pedido a Comey en enero que prometiera su lealtad a él. Comey declinó hacer esta promesa, diciendo que él le daría «honestidad». Trump negó que él pidió a Comey su lealtad, pero dice que tal discusión no habría sido necesariamente inadecuada. Varias fuentes dentro del FBI han declarado que el despido de la Casa Blanca de Comey fue una culminación de esfuerzos de alto nivel para interferir en la investigación de Rusia. Apareciendo ante el Congreso dos días después del despido, el director en funciones del FBI Andrew G. McCabe testificó: «No ha habido ningún esfuerzo para impedir nuestra investigación hasta la fecha». Comey ha indicado que él está dispuesto a testificar sobre su despido en una audiencia abierta. Comey declinó una invitación del Comité Selecto del Senado sobre Inteligencia para atestiguar ante una sesión a puertas cerradas.
El 16 de mayo de 2017, The New York Times informó sobre la existencia de un memorándum escrito por Comey en febrero tras una conversación con Trump, en la que el director del FBI describió la solicitud de Trump de que el FBI cerrara la investigación sobre Michael T. Flynn, quien había dimitido como Consejero de Seguridad Nacional el 13 de febrero. La Casa Blanca respondió que «el presidente nunca le pidió al Sr. Comey o a nadie más que pusiera fin a ninguna investigación, incluida cualquier investigación que involucrara al general Flynn».
La terminación de Comey fue polémica, y algunos la compararon con el despido por parte del presidente Richard Nixon del fiscal especial del escándalo Watergate, Archibald Cox, en la Masacre del sábado por la noche de 1973. Los críticos de la decisión de Trump vinieron inmediatamente de varios expertos en gobernanza y autoritarismo, y varios políticos de todo el espectro político. Los principales políticos republicanos apoyaron el despido. Muchos funcionarios electos pidieron un fiscal especial o una comisión independiente para continuar la investigación sobre la influencia de Rusia en la elección, y el 17 de mayo de 2017 el Departamento de Justicia nombró al exdirector del FBI Robert Mueller como Asesor Especial para supervisar la investigación de Rusia.